# Kendall Gill
Kendall Cedric Gill (Chicago, Illinois, 25 de mayo de 1968) es un exjugador de baloncesto estadounidense, que fue profesional desde 1990 hasta 2005. Con 1,96 metros de altura, jugaba de escolta.

## Trayectoria deportiva

### Universidad
Perteneció durante cuatro temporadas al equipo de los Fighting Illini de la Universidad de Illinois. Salvo en su primer año, el resto jugó de titular. En su tercera temporada, llevó a su equipo a la Final Four de la NCAA de 1989, y en su último año fue el máximo anotador de la Big Ten Conference. Promedió 12 puntos, 3 asistencias, 2,8 rebotes y 1,9 robos por partido.

#### Estadísticas
| Año     | Equipo   | PJ  | PT | MPP  | %TC  | %3P  | %TL  | RPP | APP | ROB | TPP | PPP  |
| ------- | -------- | --- | -- | ---- | ---- | ---- | ---- | --- | --- | --- | --- | ---- |
| 1986–87 | Illinois | 31  | 0  | 11.1 | .482 | .000 | .642 | 1.4 | .9  | 1.3 | .3  | 3.7  |
| 1987–88 | Illinois | 33  | 23 | 28.7 | .471 | .304 | .753 | 2.2 | 4.2 | 2.0 | .1  | 10.4 |
| 1988–89 | Illinois | 24  | 18 | 28.4 | .542 | .458 | .793 | 2.9 | 3.8 | 2.1 | .3  | 15.4 |
| 1989–90 | Illinois | 29  | 29 | 34.5 | .500 | .348 | .777 | 4.9 | 3.3 | 2.2 | .6  | 20.0 |
| Total   | Total    | 117 | 70 | 25.4 | .501 | .374 | .755 | 2.8 | 3.0 | 1.9 | .3  | 12.0 |

### Profesional
Fue elegido en la quinta posición del Draft de la NBA de 1990 por los Charlotte Hornets. En su primera temporada promedió 11 puntos y 3,7 asistencias, lo que le valieron para ser elegido en el mejor quinteto de novatos del año. En su segunda temporada, sus cifras subieron hasta los 20,5 puntos y 4,2 asistencias, comenzando a destacar por desarrollar una excelente defensa que le permitía robar muchos balones. En 1993 fue traspasado a Seattle Supersonics, regresando a los Hornets dos años después, tan solo por media temporada, ya que de nuevo fue traspasado, esta vez a New Jersey Nets, donde permaneció hasta 2001. En la temporada 1998-99 fue el jugador que más balones robó de toda la liga, con 2,7 robos por partido.
Sus últimos cuatro años como profesional los pasó de equipo en equipo, jugando un año en Miami Heat, otro en Minnesota Timberwolves, otro en Chicago Bulls y el último en Milwaukee Bucks, donde se retiró del baloncesto en activo.
El 3 de abril de 1999 consiguió un récord de la NBA que todavía está vigente, el de más robos de balón en un solo partido, con 11, empatando la anterior marca conseguida por Larry Kenon.

## Estadísticas de su carrera en la NBA
|  | Líder de la liga |

### Temporada regular
| Año     | Equipo     | PJ  | PT  | MPP  | %TC  | %3P  | %TL  | RPP | APP | ROB | TPP | PPP  |
| ------- | ---------- | --- | --- | ---- | ---- | ---- | ---- | --- | --- | --- | --- | ---- |
| 1990-91 | Charlotte  | 82  | 36  | 23.7 | .450 | .143 | .835 | 3.2 | 3.7 | 1.3 | .5  | 11.0 |
| 1991-92 | Charlotte  | 79  | 79  | 36.8 | .467 | .240 | .745 | 5.1 | 4.2 | 1.9 | .6  | 20.5 |
| 1992-93 | Charlotte  | 69  | 67  | 35.2 | .449 | .274 | .772 | 4.9 | 3.9 | 1.4 | .5  | 16.9 |
| 1993-94 | Seattle    | 79  | 77  | 30.8 | .443 | .317 | .782 | 3.4 | 3.5 | 1.9 | .4  | 14.1 |
| 1994-95 | Seattle    | 73  | 58  | 29.1 | .457 | .368 | .742 | 4.0 | 2.6 | 1.6 | .4  | 13.7 |
| 1995-96 | Charlotte  | 36  | 36  | 35.1 | .481 | .315 | .761 | 5.3 | 6.3 | 1.2 | .6  | 12.9 |
| 1995-96 | New Jersey | 11  | 10  | 38.0 | .441 | .360 | .831 | 3.9 | 3.2 | 2.0 | .2  | 17.5 |
| 1996-97 | New Jersey | 82  | 81  | 39.0 | .443 | .336 | .797 | 6.1 | 4.0 | 1.9 | .6  | 21.8 |
| 1997-98 | New Jersey | 81  | 81  | 33.7 | .429 | .257 | .688 | 4.8 | 2.5 | 1.9 | .8  | 13.4 |
| 1998-99 | New Jersey | 50  | 47  | 32.1 | .398 | .118 | .683 | 4.9 | 2.5 | 2.7 | .5  | 11.8 |
| 1999-00 | New Jersey | 76  | 75  | 31.0 | .414 | .256 | .710 | 3.7 | 2.8 | 1.8 | .5  | 13.1 |
| 2000-01 | New Jersey | 31  | 26  | 28.8 | .331 | .286 | .722 | 4.2 | 2.8 | 1.5 | .2  | 9.1  |
| 2001-02 | Miami      | 65  | 49  | 21.7 | .384 | .136 | .677 | 2.8 | 1.5 | .7  | .1  | 5.7  |
| 2002-03 | Minnesota  | 82  | 34  | 25.2 | .422 | .322 | .764 | 3.0 | 1.9 | 1.0 | .2  | 8.7  |
| 2003-04 | Chicago    | 56  | 35  | 25.2 | .392 | .237 | .735 | 3.4 | 1.6 | 1.2 | .3  | 9.6  |
| 2004-05 | Milwaukee  | 14  | 0   | 20.3 | .400 | .333 | .900 | 2.6 | 1.9 | 1.0 | .3  | 6.1  |
| Total   | Total      | 966 | 791 | 30.5 | .434 | .300 | .754 | 4.1 | 3.0 | 1.6 | .4  | 13.4 |

### Playoffs
| Año   | Equipo     | PJ | PT | MPP  | %TC  | %3P  | %TL  | RPP | APP | ROB | TPP | PPP  |
| ----- | ---------- | -- | -- | ---- | ---- | ---- | ---- | --- | --- | --- | --- | ---- |
| 1993  | Charlotte  | 9  | 9  | 39.2 | .401 | .167 | .714 | 5.1 | 2.9 | 2.3 | .7  | 17.3 |
| 1994  | Seattle    | 5  | 5  | 30.6 | .433 | .222 | .619 | 4.8 | 2.0 | 1.2 | .2  | 13.4 |
| 1995  | Seattle    | 4  | 0  | 18.0 | .360 | .250 | .625 | 1.0 | 2.5 | 1.0 | .3  | 6.3  |
| 1998  | New Jersey | 3  | 3  | 33.3 | .450 | —    | .875 | 4.3 | 1.0 | 1.3 | .3  | 14.3 |
| 2003  | Minnesota  | 6  | 0  | 19.7 | .370 | .500 | .643 | 2.2 | 1.2 | .7  | .2  | 5.2  |
| Total | Total      | 27 | 17 | 29.5 | .408 | .259 | .686 | 3.7 | 2.1 | 1.4 | .4  | 11.9 |

## Boxeo
Como una manera de mantener su condición física después de dejar el baloncesto, Gill se dedicó al boxeo, entrando finalmente en los circuitos profesionales, ganando las tres peleas que disputó, y colocándose en el ranking mundial en el puesto 449 de 745 boxeadores.

## Logros personales
- Elegido en el Mejor Quinteto de Rookies en 1991.
- Récord de la NBA en balones robados en un partido, con 11.
- Máximo ladrón de balones de la NBA en 1999.